# José Zepeda
José Zepeda (¿?, 1784 - León, 25 de enero de 1837) fue un militar y político nicaragüense que ejerció como jefe de Estado de Nicaragua desde el 23 de abril de 1835 hasta el 25 de enero de 1837 cuando fue asesinado.
Alcanzó el grado militar de coronel en el ejército unionista del General Francisco Morazán y participó en acciones militares como la Batalla de La Trinidad (1827), Batalla de la Hacienda El Gualcho (1828), Batalla de Las Charcas (1829) y combate en Olancho antes de la capitulación de los rebeldes ante Morazán en Las Vueltas del Ocote (1830).
De ideas liberales, fue nombrado "Jefe del Estado de Nicaragua" por la Asamblea Legislativa en febrero de 1835.

## Jefe de Estado de Nicaragua
El 21 de febrero de 1835 la Asamblea Legislativa de Nicaragua lo declaró electo como Jefe del Estado. Tomó posesión el 23 de abril de ese año, junto con el Vicejefe José Núñez.

### Legado
Durante su administración:
- Se regularon las finanzas públicas y se restableció el Tribunal de Cuentas.
- Se reorganizó la Corte Suprema de Justicia y se emitió un Código penal.
- Se reorganizaron las Universidades de León y Granada.
- Se fundó el periódico El Telégrafo Nicaragüense, de corte oficial.

La villa de Rivas recibió el título de ciudad y se apoyó la gran reforma de la Constitución federal efectuada en 1835, que solamente fue acuerpada por Costa Rica y Nicaragua y en consecuencia no llegó a tener efecto. 
En 1836 se le atribuyó el apoyar una invasión a Costa Rica desde Nicaragua, organizada por el execrable Manuel Quijano y García, quien supuestamente contaba con el apoyo del gobierno de Zepeda, mismo que al final no obtuvo. Las tropas de Quijano fueron rechazadas al intentar apoderarse de Guanacaste y la invasión fracasó.

## Magnicidio
Murió tragicamente en la ciudad de León, el 25 de enero de 1837. 
En la noche de ese día fueron asesinados el Jefe Supremo del Estado, José Zepeda; el comandante general de las Armas, coronel Román Balladares, el diputado Pascual Rivas y el capitán Evaristo Berríos. Los conspiradores fueron Casto Fonseca, bachiller en medicina, y el coronel Bernardo Méndez de Figueroa "El Pavo", hombre vulgar, y sólo notable por su afición al juego de azar. El cuartel de León cayó su poder, sacaron de la cárcel a un preso llamado Braulio Mendiola, a quien le dieron una escolta numerosa de los asaltantes con la orden de apresar a Zepeda, al Coronel Balladares y sus ayudantes.
Zepeda y su compañero de batallas unionistas el Coronel Balladares fueron enterrados en el Cementerio de Guadalupe.
El propósito de los conspiradores era la separación del Estado de Nicaragua de la República Federal de Centroamérica, tanto así que entre 1838 y 1840 tuvo lugar la tercera guerra civil centroamericana entre  federalistas y secesionistas.

### Sucesión
El vicejefe José Núñez asumió la jefatura del Estado para terminar el período de Zepeda que le restaban dos años para finalizar. 
Núñez no castigó a los alzados, sino que más bien apaciguó a Méndez a quien nombró comandante general de Armas, pero al criminal Braulio Mendiola se le capturó y fusiló. 

### Absolutismo militar
Méndez restableció el absolutismo militar iniciado por el coronel José Anacleto Ordóñez "Cleto", aún contra la voluntad de Núñez -impotente para oponerse-.
El militarismo continuaría bajo Casto Fonseca, se ascendió él mismo al grado supremo de Gran Mariscal y vestía atuendos de opereta, en el periodo 1837 hasta su muerte en 1845. Después de la caída en desgracia de Méndez (entre los derrotados en la Batalla del Espíritu Santo por los unionistas al mando de Morazán), Fonseca fue nombrado comandante general de Armas, cargo que ejerció durante cinco años, tiempo durante el cual se convirtió en el verdadero árbitro de la vida política en Nicaragua, con capacidad de influir hasta en la elección de las supremas autoridades del Estado, lo que despertó los no calmados odios pasionales tradicionales.
| Predecesor: José Núñez | Jefe del Estado de Nicaragua 10 de marzo de 1835 - 23 de abril de 1837 | Sucesor: José Núñez |